# Initiative Profisport Deutschland
Die Initiative Profisport Deutschland (IPD) ist ein Zusammenschluss großer professioneller Sportveranstalter in Deutschland.

## Organisation
Die Gründungsmitglieder der IPD sind die Verwertungsgesellschaften der vier größten deutschen Profi-Ligen: easyCredit Basketball Bundesliga GmbH (easyCredit BBL) (Basketball-Bundesliga), DEL Deutsche Eishockey Liga Betriebsgesellschaft mbH (DEL) (Deutsche Eishockey Liga), DFL Deutsche Fußball Liga GmbH (DFL) (Fußball-Bundesliga) und Liqui Moly Handball-Bundesliga GmbH (Liqui Moly HBL) (Handball-Bundesliga).
Die Ligen der in der Initiative zusammengeschlossenen  Verwertungsgesellschaften haben nach eigenen Angaben fast 50 Millionen Fans und eine kumulierte TV-Reichweite von über 9 Mrd. Zuschauern pro Saison. Pro Jahr besuchen 23,3 Millionen Personen die Stadien und Veranstaltungsstätten, in denen 123 Mannschaften in 96 Städten mit rund 2800 Spielern rund 2400 Spiele veranstalten. Dabei erzielen sie einen Gesamtumsatz von über 2,2 Mrd. Euro pro Jahr (Stand 2009).

## Ziele
Die Initiative betreibt Öffentlichkeits- und Lobbyarbeit in Berlin, Brüssel und den Landesregierungen, um die gemeinsamen Anliegen politisch zu fördern. Nach Angabe der IPD soll „auch in Zukunft ermöglicht werden, starke Spieler für die Nationalmannschaften auszubilden und bereitzustellen, die Jugend- und Nachwuchsarbeit engagiert zu betreiben und zu finanzieren und der sozialen Verantwortung der Profiligen bei der Finanzierung des Amateursports nachzukommen“.